# Sōta Yamamoto
Sōta Yamamoto ( (山本 草太?, Yamamoto Sōta); Kishiwada, 10 gennaio 2000) è un pattinatore artistico su ghiaccio giapponese. Ha vinto l'argento alla finale del Grand Prix nel 2022, l'oro alle Universiadi nel 2023 e ai Giochi olimpici giovanili nel 2016, il bronzo al Campionato mondiale junior nel 2015 e un argento (2014) e un bronzo (2015) alla finale del Grand Prix junior.

## Palmarès

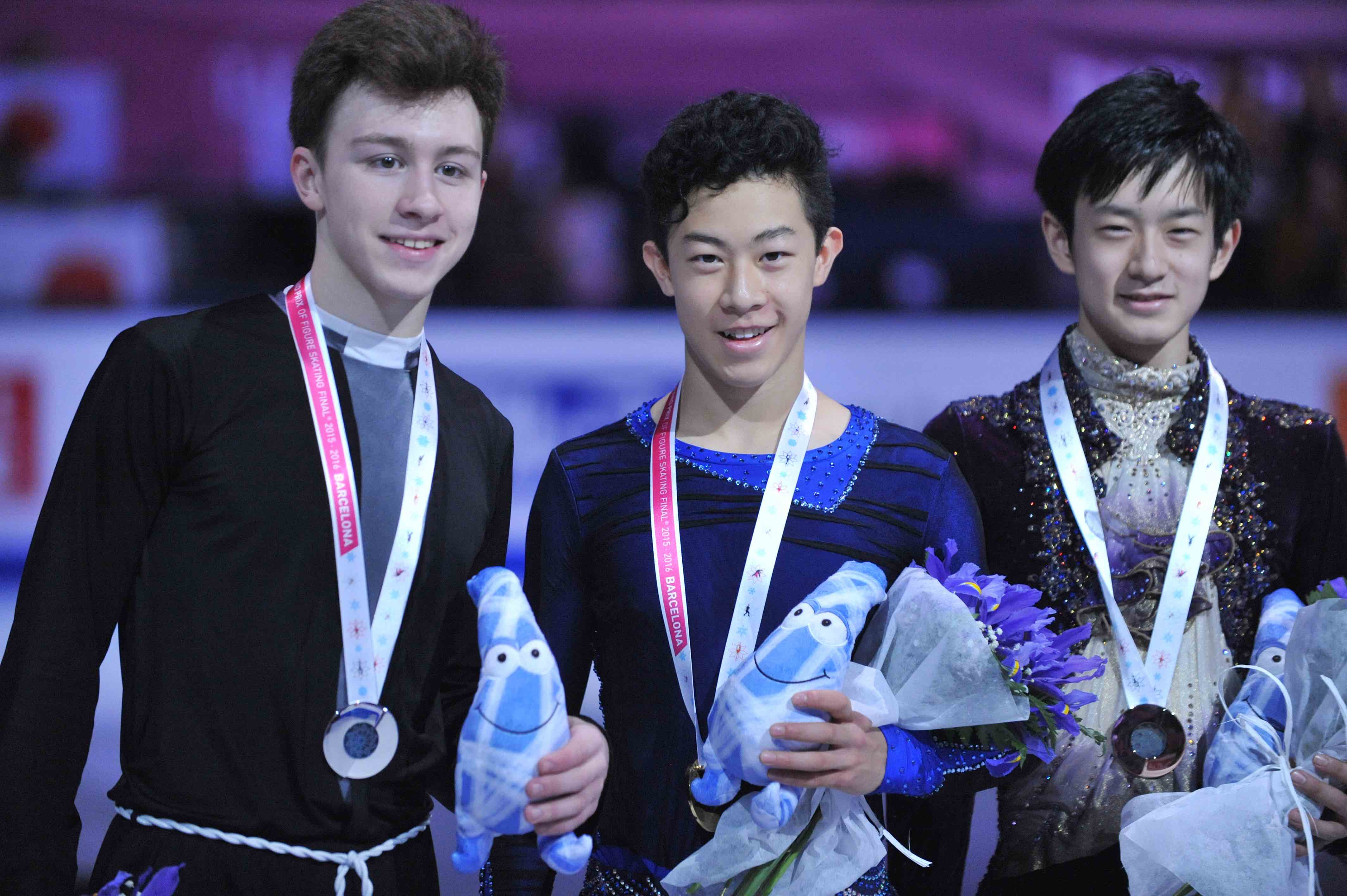
Yamamoto (a destra) sul podio della finale del Grand Prix junior nel 2015

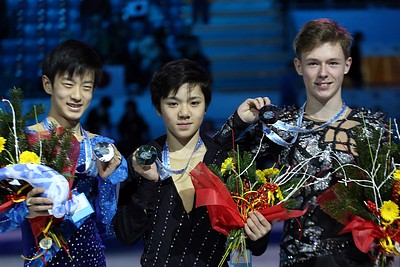
Yamamoto (a destra) sul podio della finale del Grand Prix junior nel 2014

GP: Grand Prix; CS: Challenger Series; JGP: Junior Grand Prix

### dalla stagione 2016–17
| Internazionali | Internazionali | Internazionali | Internazionali | Internazionali | Internazionali | Internazionali | Internazionali | Internazionali | Internazionali |
| Evento | 2016–17        | 2017–18        | 2018–19        | 2019–20        | 2020–21        | 2021–22        | 2022–23        | 2023-24        | 2024-25        |
| --- | -------------- | -------------- | -------------- | -------------- | -------------- | -------------- | -------------- | -------------- | -------------- |
| Campionati mondiali |                |                |                |                |                |                | 15°            |                |                |
| Campionati dei Quattro continenti |                |                |                |                |                |                |                | 4°             |                |
| GP Finale |                |                |                |                |                |                | 2°             |                |                |
| GP Cup of China |                |                |                |                |                |                |                | 6°             |                |
| GP della Finlandia |                |                |                |                |                |                |                |                | 4°             |
| GP Trophée Eric Bompard | R              |                |                |                |                |                | 2°             |                |                |
| GP NHK Trophy | R              |                | 6°             | 6°             | 8°             | 7°             | 2°             |                |                |
| GP Skate Canada |                |                |                |                |                | 7°             |                | 1°             | 4°             |
| CS Asian Trophy |                |                | 1°             |                |                |                |                |                |                |
| CS Autumn Classic |                |                |                |                |                |                |                | 4°             |                |
| CS Finlandia Trophy | R              |                | 9°             | 2°             |                |                |                |                |                |
| CS Nebelhorn Trophy |                |                |                |                |                |                |                |                | 1°             |
| CS U.S. Classic |                |                |                | 2°             |                |                |                |                |                |
| CS Warsaw Cup |                |                |                |                |                | 1°             |                |                |                |
| Challenge Cup |                |                | 1°             |                |                | 3°             | 2°             |                |                |
| Coupe du Printemps |                | 5°             |                |                |                |                |                |                |                |
| Road to 26 Trophy |                |                |                |                |                |                |                |                | 3°             |
| Universiadi |                |                |                |                |                |                | 1°             |                | 6°             |
| Nazionali |                |                |                |                |                |                |                |                |                |
| Campionati giapponesi |                | 9°             | 9°             | 7°             | 9°             | 8°             | 5°             | 3°             | 10°            |
| Western Sectionals |                | 5°             |                | 2°             | 1°             |                |                |                |                |
| Chubu Regionals |                | 4°             |                |                | 1°             | 1°             | 1°             |                |                |
| Eventi a squadre |                |                |                |                |                |                |                |                |                |
| Japan Open |                |                |                |                | 1° S 2° P      | 1° S 4° P      |                |                |                |
| A = Assegnato; R = Ritirato S = Risultato della squadra; P = Risultato personale. Medaglie assegnate solo per il risultato della squadra. |                |                |                |                |                |                |                |                |                |

### Carriera giovanile
| Internazionali: Junior                                         | Internazionali: Junior | Internazionali: Junior | Internazionali: Junior | Internazionali: Junior | Internazionali: Junior | Internazionali: Junior | Internazionali: Junior |
| Event0                                                         | 2009–10                | 2010–11                | 2011–12                | 2012–13                | 2013–14                | 2014–15                | 2015–16                |
| -------------------------------------------------------------- | ---------------------- | ---------------------- | ---------------------- | ---------------------- | ---------------------- | ---------------------- | ---------------------- |
| Campionati mondiali                                            |                        |                        |                        |                        |                        | 3°                     | R                      |
| Giochi olimpici giovanili                                      |                        |                        |                        |                        |                        |                        | 1°                     |
| JGP Finale                                                     |                        |                        |                        |                        |                        | 2°                     | 3°                     |
| JGP Estonia                                                    |                        |                        |                        |                        |                        | 2°                     |                        |
| JGP Francia                                                    |                        |                        |                        |                        |                        | 2°                     |                        |
| JGP Polonia                                                    |                        |                        |                        |                        |                        |                        | 1°                     |
| JGP Lettonia                                                   |                        |                        |                        |                        | 11°                    |                        |                        |
| JGP USA                                                        |                        |                        |                        |                        |                        |                        | 3°                     |
| Coupe du Printemps                                             |                        |                        |                        |                        | 1°                     |                        |                        |
| Internazionali: Advanced novice                                |                        |                        |                        |                        |                        |                        |                        |
| Asian Trophy                                                   |                        |                        | 2°                     | 2°                     |                        |                        |                        |
| Triglav Trophy                                                 |                        |                        | 1°                     | 1°                     |                        |                        |                        |
| Nazionali                                                      |                        |                        |                        |                        |                        |                        |                        |
| Campionati giapponesi                                          |                        |                        |                        |                        | 14°                    | 6°                     | 6°                     |
| Campionati giapponesi junior                                   |                        |                        | 11°                    | 4°                     | 5°                     | 2°                     | 1°                     |
| Campionati giapponesi novice                                   | 5° B                   | 1° B                   | 2° A                   | 1° A                   |                        |                        |                        |
| Western Sectionals                                             |                        |                        |                        |                        | 3° J                   | 1° J                   | 1° J                   |
| Chubu Regionals                                                |                        |                        |                        |                        | 2° J                   |                        | 1°                     |
| Kinki Regionals                                                |                        |                        | 2° A                   | 2° A                   |                        |                        |                        |
| R = Ritirato Categorie: A = Novice A; B = Novice B; J = Junior |                        |                        |                        |                        |                        |                        |                        |